# Фридрих, наследный герцог Ангальта
Фридрих Ангальтский (нем. Leopold Friedrich Franz Sieghard Hubertus Erdmann, Prince von Anhalt;. 11 апреля 1938, Балленштедт — 9 октября 1963, Мюнхен) — немецкий аристократ, глава Асканского дома с 18 февраля 1947 года до своей смерти.

## Биография
Фридрих Ангальтский родился в апреле 1938 года. Он был сыном Иоахима Эрнста, последнего герцога Ангальта, и его второй жены Эдит Марвитц. После смерти отца стал главой Асканского дома. После этого у него начались споры с его дядей, принцем Евгением, который также хотел стать во главе дома.
9 октября 1963 года, Фридрих попал в автоаварию в Мюнхене, в результате чего в тот же день скончался. После его смерти главенство в доме унаследовал младший брат, Эдуард.